# Vice Tomasović
Vice Tomasović (Split, 1986.) je hrvatski vizualni umjetnik.

## Životopis
Nakon završene opće gimnazije u Omišu, upisuje se na Umjetničku akademiju Sveučilišta u Splitu, smjer likovna kultura, gdje diplomira 2009. godine. Osnivač je i ravnatelj Almissa Open Art festivala suvremene umjetnosti u Omišu. Sudjelovao je na velikom broju samostalnih i grupnih izložbi, umjetničkih festivala i manifestacija kao organizator, kustos, izlagač i izvođač.  Dobitnik je nekoliko priznanja kao autor.

## Stvaralaštvo

#### Samostalne izložbe
- 2019. DUHOVNA PRAKSA, MKC, Split
- 2018. EX NIHILO, Galerija svetog Krševana, Šibenik
- 2017. NIŠTA, Varaždin, Galerijski centar Varaždin
- 2017. EX NIHILO (NIHIL FIT), Koprivnica, Muzej grada Koprivnice
- 2017. CVJETANJE PROSTORA, Jelsa, Dalmacijaland
- 2016. SVE ŽIVO, Pula, Galerija Luka / Mul
- 2016.HORROR VACUI, Zagreb, Galerija Prsten, Meštrovićev paviljon
- 2016. HERBAGENIA, Labin, Gradska galerija Labin
- 2016. PRIMA MATERIA, Krk, Centar za kulturu Grada Krka
- 2016. KOZMOGONIJA, Dubrovnik, Galerija Flora
- 2016. PRAVA POVIJEST SVIJETA, Zagreb, Pikto
- 2015. IZ NIČEGA, Zagreb, Lauba
- 2014. EX NIHILO, Omiš, Gradski muzej
- 2014. PRIJE VREMENA, Split, Salon Galić
- 2013. TEORIJA BILJNOGA PODRIJETLA, Split, Galerija Praktika
- 2011. OBLICI U DUHU, Split, Dioklecijanovi podrumi
- 2008. BESTIARIJ, Omiš, Galerija "Onaion"

#### Performansi
- 2018. TURIZAM, Split, Bačvice
- 2018. POKORA(zrak), Zagreb, Meštrovićev paviljon, Salon mladih
- 2016. POKORA(voda), Split, DOPUST festival
- 2015. POKORA(zemlja),  Pula, Dani Hrvatskog Performansa u Puli
- 2015. POKORA(vatra), Varaždin, Dani Hrvatskog Performansa u Varaždinu
- 2014. PRVI PLES, Omiš, Kaštil Slanica
- 2013. TEORIJA BILJNOGA PODRIJETLA, Osijek, 13. Performance Art Festival
- 2012. HOMOLOG, Split, Salon Galić, Povodom 15. godišnjice Umjetničke akademije Sveučilišta u Splitu
- 2011. DIKTAT, Split, Multimedijalni kulturni centar, Dani Otvorenog performansa u Splitu
- 2010. U MEĐUVREMENU, Split, Akvarij Bačvice, Dani otvorenog performansa u Splitu
- 2009. MADE IN VITRO, Split, Multimedijalni kulturni centar, Dani otvorenog performansa u Splitu
- 2008. EGO PETRUS, Split, Akvarij Bačvice, Dani otvorenog performansa u Splitu
- 2007. MURUS, Split, Umjetnička akademija, Gripe, Dan Umjetničke akademije Sveučilišta u Splitu